# Проскуровский погром
Проскуровский погром (укр. Проскурівський погром, ивр. פוגרום פרוסקורוב‎) — еврейский погром, произошедший в феврале 1919 года в городе Проскурове (сейчас Хмельницкий, Украина).

## Общие сведения
Погром произошёл в субботу, 15 февраля, в течение суток после провала большевистского восстания. Командир Запорожской казачьей бригады Иван Семесенко смог подавить восстание. Он обвинил евреев в симпатиях к большевикам.
После крупной пьянки гайдамаки Семесенко напали на дома евреев в шаббат. Применялось в основном холодное оружие — штыки и сабли, реже огнестрельное и ручные гранаты, а также подручные предметы. Среди евреев было много погибших и раненных. Также гайдамаки зарубили пытавшегося образумить их священника Климентия Васильевича Качуровского, который, однако, успел спрятать еврейских детей от расправы. Один из казацких сотников отказался позволить своим людям резать безоружных и был со своей сотней выслан за город. Также атаман пригрозил расстрелом казаку, предлагавшему вместо погрома наложить на евреев контрибуцию и наказал своим подчинённым резать, но не грабить. В погроме принимал активное участие доктор Скорник (иногда Скорняк) с сестрой милосердия и двумя санитарами.
Свидетелем погрома стал член городской квартальной стражи Шенкман, перед большевистским выступлением уведомленный о нём и отговаривавший большевиков от восстания. Сам он уцелел случайно и после погрома организовал перевязку раненых, некоторые его родственники были убиты. На следующий после погромной субботы день насилие и убийства продолжились, но с меньшей интенсивностью. По ошибке подверглись нападению погромщиков и несколько христианских жилищ.

## Последствия
По приблизительному подсчёту уполномоченного Отдела помощи погромленным при РОКК на Украине А. И. Гиллерсона в Проскурове и в его окрестностях было всего убито свыше 1200 человек, кроме этого умерла половина из 600 с лишним раненых.
Часто целые семьи полностью оказались зарезаны в своих домах. Некоторых женщин перед убийством мучили. Гайдамакам было обещано три дня погрома, но из-за больших масштабов их действий уже в воскресенье они были выведены из города и направились в уезд, где, приняв отступные от одного из еврейских местечек, переместились к Фельштину и учинили жестокий и сопровождавшийся грабежами Фельштинский погром (около 600 убитых).
Власти УНР начали расследования в отношении атамана И. Семесенко и проскуровского коменданта Ю. П. Киверчука, оба были отстранены от должности, однако вскоре восстановлены. Семесенко скрылся от следствия, однако позднее был арестован сторонниками Петлюры и казнён.
Во время процесса над С. И. Шварцбурдом, убийцей Петлюры, обвиняемый ссылался на Проскуровский погром как один из мотивов своей мести.

## Память
В городе имеется мемориал, посвящённый жертвам погрома.
О Проскуровском погроме написан рассказ французского классика Анри Барбюса «Пока мы праздновали мир».